# Albert Sneppen
Albert Bjerregård Sneppen (født 26. september 1998) er en dansk fysiker og ph.d.-studerende på Niels Bohr Institutet, søn af professor ved Niels Bohr Institutet Kim Sneppen og Simone Bjerregaard Sneppen.

## Studieforløb
Albert Sneppen blev i 2017 student fra Ordrup Gymnasium, hvor han det år også skrev årets studenteressay. Han vandt tillige guld ved Skandinavisk KemiOlympiade (NChO) 2017 afholdt i Sverige. Efterfølgende begyndte han at studere fysik på Niels Bohr Institutet, og er siden 2020 i gang med sin kandidatgrad. På institutet er han instruktor. Sneppen var i 2019-2020 udvekslingsstudent ved Caltech i USA, og i 2020 fik han for første gang optaget en fagfællebedømt artikel i tidsskriftet The Astrophysical Journal.
I 2022 fik han sin første artikel i Nature.

## Matematisk forklaring på 'spejlbilleder' omkring sorte huller
I juli 2021 publicerede han (i bl.a. Scientific Reports) sin forskning i en matematisk formulering af, hvordan lys afbøjes og indfanges omkring sorte huller eller andre massive objekter i rummet og derved kan komme til at fungere som en spejlning af Universet. Spørgsmålet om, hvordan lyset afbøjes nær sorte huller, har været en uløst gåde for forskere i flere årtier. Sneppens formel skabte øjeblikkelig international opmærksomhed.
Albert Sneppen beskriver selv sit bidrag til at forstå lysets optræden som spejlbilleder i forbindelse med sorte huller som: "Et nyt matematisk perspektiv, der forklarer hvordan de her billeder ser ud, det her spejlbillede vi ser på kanten [af et sort hul]".
Den 29. oktober 2024 udgav han bogen Sorte Huller i samarbejde med journalisten Jonas Kuld Rathje.

## Publikationer
- Effects of Supernova Redshift Uncertainties on the Determination of Cosmological Parameters (8. oktober 2020)
- Divergent reflections around the photon sphere of a black hole (9. juli 2021- Science Reports)
- The power spectrum of climate change (5. maj 2022 - The European Physical Journal Plus) [22]
- Spherical symmetry in the kilonova AT2017gfo/GW170817 (15. feb. 2023 - Nature) [23]
- On the Blackbody Spectrum of Kilonovae (15. sep. 2023 - The Astrophysical Journal)
- Sorte Huller med Jonas Kuld Rathje (2024) People's ISBN 978-87-7238-807-6